# 해동가요
《해동가요》(海東歌謠)는 1762년(영조 38년)에 김수장이 엮은 가곡집이다.
고려 말부터 당시까지의 유명씨의 시조 568수(자작 117수 포함)를 앞세우고 뒤에 무명씨의 시조 315수를 보탰다. 시조 사상 둘째로 오래된 시가집이며, 《청구영언》, 《가곡원류》와 더불어 한국의 3대 시조집이다.
해동가요는 말 그대로 해동, 즉 한국의 가요라는 의미로, 18세기 중반에 김수장(金壽長, 1690∼?)이 편찬한 가곡집이다. 여기서 가곡은 우리가 흔히 시조(時調)라고 부르는 것으로, 한국 고유의 전통 시를 가사로 삼아 부르는 노래를 뜻한다. 한자 전래 이래 한국의 문학은 한문 문학과 우리말 문학 양 갈래로 나뉘었다. 그중 고려 말 무렵부터 형성된 우리 고유의 노래 형태가 바로 시조다. 결국 가요, 가곡, 시조는 모두 같은 뜻으로, ‘시조’는 문학 형식인 동시에 음악 명칭이기도 하다.

## 개요
오랜 시간, 여러 사람을 통해 형성되어 간 시조의 범주가 분명해진 것은 1728년 김천택이 편찬한 ≪청구영언(靑丘永言)≫ 덕분이다. 그동안 구전으로 전하던 노래들을 모아 가곡, 즉 시조를 문자로 된 형태로 남김으로써, 시조라는 형식에 대한 인식이 뚜렷해졌다. 이후 ≪청구영언≫의 뒤를 이어 여러 가곡집이 출현했는데, 그중 가장 중요한 책이 바로 ≪해동가요≫다. ≪해동가요≫는 ≪청구영언≫의 체제를 그대로 유지하되 ≪청구영언≫에서 빠진 작품들을 보완해 소개했다.
≪청구영언≫이 여말 선초에서 18세기까지의 가곡사를 정리했다면, ≪해동가요≫는 18세기 당대에 새롭게 생성되어 가는 역동적인 가곡의 변모상을 현장감 있게 중계하고 있다. ≪청구영언≫에는 수록되지 않았던 성종, 이이, 윤선도 등 새롭게 발굴한 작가의 작품들을 새로 수록했으며, ≪청구영언≫ 편찬 이후 새로 등장한 이정보를 비롯한 사대부 작가, 김우규, 김태석 등의 여항인 작가, 무명씨의 작품 등을 대폭 소개해 ≪청구영언≫ 편찬 이후 새롭게 생성된 가곡의 면모를 확인할 수 있다.
사대부와 관료층이 주로 창작한 한시는 형식이 엄격히 제한되어 있었고, 따라서 그 내용과 표현도 천편일률적이다. 그러나 순 우리말로 된 시조는 위로는 임금부터 아래로는 이름 없는 일반 백성에 이르기까지 누구나 지을 수 있었기에 형태도 비교적 자유롭고 내용도 그만큼 다양하다. 사표를 낸 신하에게 가지 말라고 붙들고 늘어지는 임금의 노래, 평생 학문에 최선을 다해야 한다는 유학자의 노래, 무나물에 청국장 맛에 감탄하며 육식자를 비웃는 비건의 노래, 떠돌이 땜장이가 마을 여인들에게 수작을 거는 야한 입담까지, 맛깔스럽고 재치 넘치는 노래들은 우리네 삶을 진솔하게 보여 준다.